# سیدخندان
۳۵°۴۴′۳۰٫۸۹″ شمالی ۵۱°۲۶′۴۸٫۵۸″ شرقی / ۳۵٫۷۴۱۹۱۳۹°شمالی ۵۱٫۴۴۶۸۲۷۸°شرقی
سید خندان نام چهار راهی در تهران است.
پل سیدخندان مرز میان منطقه ۷ و منطقه ۳ شهرداری تهران بر روی این چهار راه واقع شده‌ است.

## نام
نام این چهار راه برگرفته از فردی معتبر و معروف در آن منطقه به اسم سید جعفر شاه صاحب مشهور به سید خندان است که از افراد بزرگ تهران بوده‌ است.
به رسم آن روزگار که بزرگان محله‌های تهران  مکانی برای گردهمایی  داشتند، سید جعفر نیز دارای قهوه خانه‌ای برای مسافران و اهل تهران واقع در چهارراه سید خندان کنونی بوده‌ است.
وی این مکان را زمانی بنا نمود که در اطراف آن چیزی ساخته نشده بود و موجب آبادانی آن منطقه گشت.
روزانه تعداد زیادی از مسافران خسته و اهالی تهران میهمان این مرد مهربان بودند.

## مکان‌های مهم
- موزه رضا عباسی
- وزارت ارتباطات و فناوری اطلاعات
- ساختمان شرکت ملی پست (درحال تکمیل)
- اداره مخابرات تهران
- هتل بین‌المللی تهران (در گذشته)
- دانشگاه صنعتی خواجه نصیر الدین طوسی (دانشکده برق)
- مدرسه فرهنگ
- دبیرستان صالح

» شهرداری منطقه هفت